# 개정동
개정동(開井洞)은 대한민국의 전북특별자치도 군산시의 동이다.

## 개요
1973년 7월 1일 옥구군 개정면 개정리와 옥산면 사정리가 군산시에 편입되어 법정동을 개정동, 사정동으로 하고, 행정동을 개정동으로 하였다.
개정동은 전형적인 도농 복합동이며, 교육 및 사회복지 시설이 위치하고 있다. 아름다운 자연이 어우러진 조용한 전원이며, 각종 행사 및 시민체력 향상의 장인 월명종합체육관이 있다.

## 법정동
- 개정동(開井洞)
- 사정동(沙亭洞)

## 교육
- 군산동고등학교

## 아파트
| 단지명             | 건설사   | 시행사   | 주소                 | 입주        | 비고 |
| ------------------ | -------- | -------- | -------------------- | ----------- | ---- |
| 금호타운 사정2단지 | 금호건설 | 금호건설 | 두란뜸2길 8 (사정동) | 1996년 11월 |      |